# Platandria neotropica
Platandria neotropica är en skalbaggsart som beskrevs av Alexander Bierig 1939. Platandria neotropica ingår i släktet Platandria och familjen kortvingar. Inga underarter finns listade i Catalogue of Life.